# Marie-Thérèse Nlandu Mpolo Nene
Pour les articles homonymes, voir Mpollo.
Marie-Thérèse Nlandu Mpolo Nene est une femme politique de la république démocratique du Congo (RDC),
En 1982, elle devient avocate près de la Cour d'appel de Kinshasa/Gombe, et est ensuite conseillère juridique à la présidence de la République, sous Mobutu Sese Seko, et devient la première femme directrice de cabinet du Premier ministre, sous Jean Nguza Karl-I-Bond. 

## Biographie
Fille de Jean Nlandu di Nsenda (frère d'Edmond Nzeza-Nlandu) et de Louise Mpolo, Marie-Thérèse Nlandu est mariée au professeur Noël Mbala Nkondi, et mère de quatre enfants. En tant qu'avocate, elle a plaidé beaucoup de cas importants en RDC.
Le 22 mars 2006, elle se présente officiellement comme candidate du parti Congo-Pax à l'élection présidentielle de juillet 2006. Wivine N'Landu Kavidi, membre de sa famille, se présente aussi comme candidate, mais pour le parti Union pour la défense de la République (UDR).
En novembre 2006, elle défend notamment le recours déposé par Jean-Pierre Bemba devant la Cour suprême de justice contre les résultats provisoires donnant Joseph Kabila, le président sortant, vainqueur au second tour. Le 20 novembre, elle est arrêtée et incarcérée depuis, pour des motifs politiques selon ses partisans. Lors du procès en avril 2007, le procureur de la République requiert contre elle une peine de 20 ans de prison pour insurrection et détention de munitions militaires.